# Nohut yahnisi

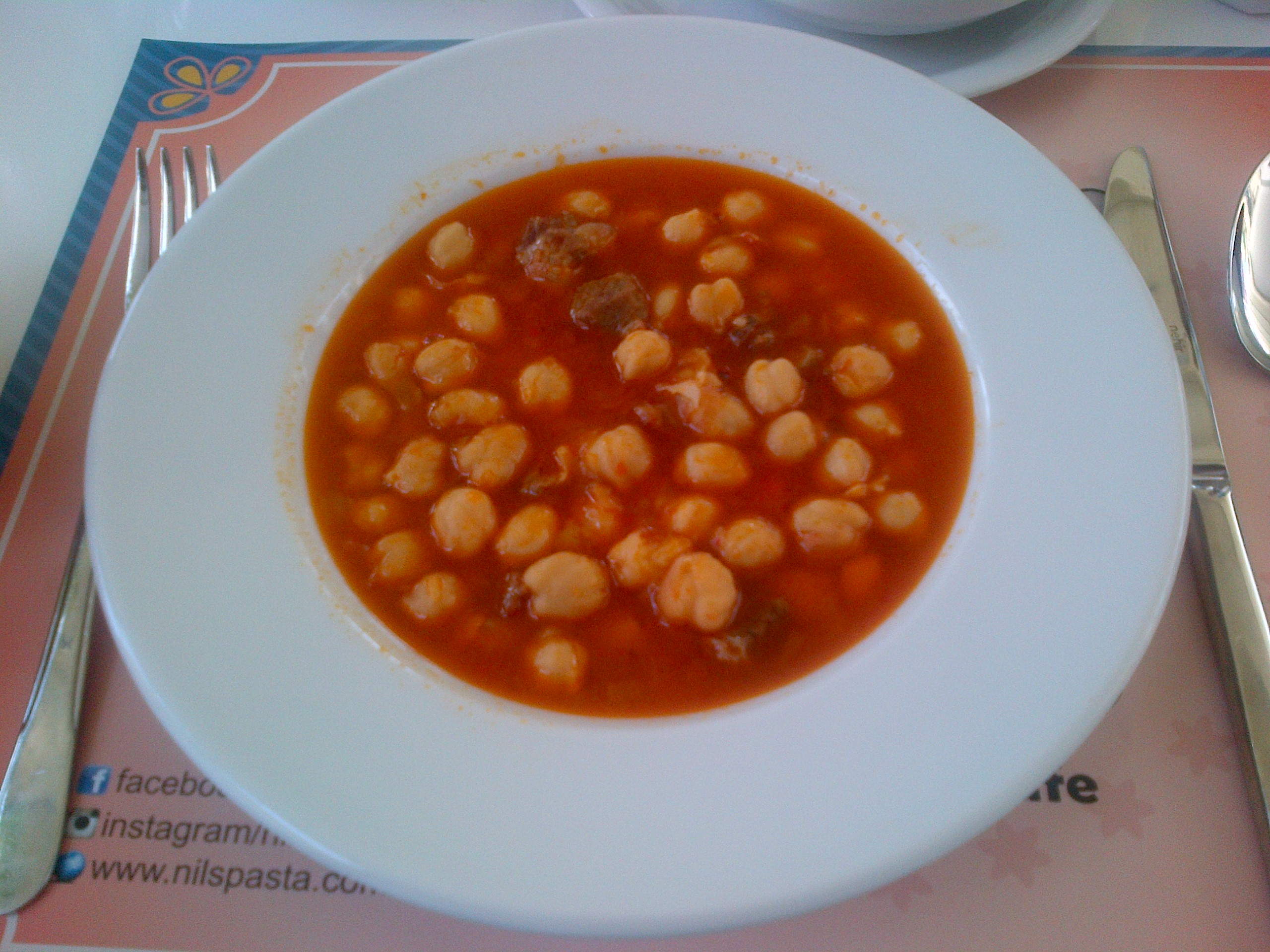
Etli nohut yahnisi

Nohut yahnisi o Etli nohut yahnisi (turc, estofat de cigrons i estofat de cigrons amb carn respectivament) és un plat de "yahni" o estofat tradicional de la cuina turca fet amb cigrons i carn de vedella o d'ovella com a ingredients principals. El plat és semblant als altres yahnis de Turquia, inclou cebes, salça, sèu d'ovella o bé oli de cuinar o mantega.